# 朝鮮民主主義人民共和国の大学一覧
朝鮮民主主義人民共和国の大学一覧（ちょうせんみんしゅしゅぎじんみんきょうわこくのだいがくいちらん）は、朝鮮民主主義人民共和国（北朝鮮）にある大学を朝鮮語の現地発音で50音順に並べたものである。
政府直轄の大学が中央大学で、自治体が運営している大学が地方大学。ただし金日成総合大学は内閣直轄、平壌科学技術大学は教育省直轄で、大韓民国の社団法人東北アジア教育文化協力財団との南北交流による同国唯一の私立大学。

## 中央大学

### あ
- 元山農業大学
- ウォンギョク教育大学

### か
- 金日成放送大学
- 金日成軍事総合大学
- 金日成政治大学
- 金正日政治軍事大学
- 金正淑海軍大学
- 金日成総合大学
- 金策空軍大学
- 金策工業総合大学
- 金元均名称平壌音楽大学
- 金哲柱砲兵総合軍官学校
- 姜健軍官総合学校

### さ
- 沙里院高麗薬学大学
- 新義州軽工業大学

### た
- チャンチョルグ平壌商業大学
- 朝鮮人民軍偵察大学（鴨緑江大学・馬東煕(マドンヒ)偵察大学）
- 清津鉱山金属大学
- 豆満江大学

### は
- 咸北工業大学
- 咸興水理動力大学
- 咸興化学工業大学
- 平壌外国語大学
- 平壌理科大学

## 地方大学

### か
- 金哲柱師範大学
- 金亨稷師範大学

### た
- 朝鮮自動化大学
- 清津教育大学
- 清津医科大学

### は
- 平城理科大学
- 平壌印刷工業大学
- 平壌医科大学
- 平壌機械大学
- 平壌農業大学
- 平壌科学技術大学（同国唯一の私立大学）
- 平壌コンピューター技術大学
- 朝鮮コンピューターセンター情報技術大学
- 平壌建築総合大学
- 平壌鉄道大学
- 恵山師範大学